# O.C. and Stiggs
O.C. and Stiggs is een Amerikaanse filmkomedie uit 1985 onder regie van Robert Altman.

## Verhaal
Twee tieners moeten hun zomervakantie doorbrengen in de buitenwijken. Ze zijn bang dat ze even conformistisch zullen worden als hun ouders. Ze beleven de vakantie van hun leven door veel lol te trappen.

## Rolverdeling
| Acteur            | Personage            |
| ----------------- | -------------------- |
| Daniel Jenkins    | O.C.                 |
| Neill Barry       | Stiggs               |
| Jane Curtin       | Elinore Schwab       |
| Paul Dooley       | Randall Schwab       |
| Jon Cryer         | Randall Schwab jr.   |
| Laura Urstein     | Lenore Schwab        |
| Victor Ho         | Frankie Tang         |
| Ray Walston       | Opa                  |
| Donald May        | Jack Stiggs          |
| Carla Borelli     | Stella Stiggs        |
| Stephanie Elfrink | Missie Stiggs        |
| Amanda Hull       | Debbie Stiggs        |
| James Gilsenan    | Barney Beaugereaux   |
| Tina Louise       | Florence Beaugereaux |
| Cynthia Nixon     | Michelle             |